# Kamaza sadakorni
Kamaza sadakorni är en insektsart som beskrevs av Irena Dworakowska 1993. Kamaza sadakorni ingår i släktet Kamaza och familjen dvärgstritar. Inga underarter finns listade i Catalogue of Life.